# 수요 반응
수요 반응(Demand response, 이하 DR) 은 현재 전력량의 수요에 맞추기 위해 전기 사용자가 사용량을 변화시키는 것이다. 전기는 쉽게 저장될 수가 없다. 그래서 전력 공급 회사들은 과거에 그들의 발전소의 생산율을 최대로 조절하고, 온라인 혹은 오프라인 발전설비를 가리지 않고 가동하고 혹은 다른 전력 회사에서 수입해서 수요와 공급을 맞췄다. 그렇게 공급하는데에도 한계가 있는데 어떤 발전 설비들은 최대로 가동하기까지 시간이 오래 걸릴 수 있고, 어떤 설비는 가동비용이 비싸고, 어떤 때에는 수요가 전체 발전소의 생산량을 합한 것 보다 클 수 있기 때문이다. DR 은 공급을 조절하는 대신 수요를 조절하고자 해서 생겨났다.
전력회사들은 그들의 고객들에게 다양한 방법으로 DR 신호를 보낼 수 있다. 전력사용이 한산한 시간대에는 전력이 비교적 저렴하게  책정되거나 (오프 피크 계량) 명시적인 요청이나 가격 변동으로 고객들에게 전달할 수 있다. (스마트 계량)
해당 고객은 많은 전력량이 있어야 하는 업무를 미루거나, 더 비싼 비용을 지급하고 사용하는 것으로 수요를 조절할 수 있다. 일부 고객은 그들의 사용량을 다른 출처에서 사용하는 것으로 전환할 수 있는데 예를 들어서 현장의 디젤 엔진 발전기를 사용하는 것이다.
많은 면에서 DR을 단순하게 기술을 활용한 전력 수요를 위한 경제적 배급 시스템이라고 볼 수 있다. DR에서는 가격 유인으로 인해 자발적인 배급제도가 달성된다 - 피크 시간대에 감축한 전력사용량을 낮은 단가 요금과 교환하는 것이다.  이것의 직접적인 영향은 사용자가 피크 시간대에 전력용량을 감소하지 않을 때 급증한 단가요금을 지급하는 것인데 직접 내거나 전체요금에 영향을 끼친다.
비자발적인 배급은, 만약 이용된다면, 피크 부하 기간 동안 일어나는 정전을 통해 이루어질 것이다. 실제로, 여름의 폭염이나 겨울의 한파의 경우 전력 공급량을 맞추기 위해 인센티브를 통한 자발적인 배급이 부하를 줄이지 못할 경우 소비자와 기업은 정전을 맞이할 수 있다.

## 배경
미연방 에너지 규제 위원회에 따르면 DR은 다음과 같이 정의된다."실사용자가 그들의 정상적인 사용 패턴에서 시간 경과에 따른 전기가격의 변동에 대응하여 사용량을 변화시키는 것, 혹은 시스템 안정성이 저하되거나 도매시장 가격이 높아졌을 때 전기 사용량을 낮추도록 설계된 인센티브를 지급하는 것." DR은 타이밍, 순간적인 수요의 레벨, 혹은 전체 전력 사용량을 고의로 조절하기 위해서 고객들이 취하는 모든 고의적인 소비 패턴의 변화를 포함한다.DR 프로그램은 소비자의 기호와 생활 방식에 따라 전기 소비량을 줄이거나 사용량이 많은 기간에서 사용량이 적은 기간에 사용하도록 전환하도록 설계된다. DR은 "전기 시스템 내의 특정 조건(정점 시간대에 네트워크 혼잡 혹은 높은 가격대)에 대응하여 고객 측에서 수행할 수 있는 광범위한 조치"로 정의할 수 있다.DR은 최대 피크 전력 수요를 줄이거나 시스템 비상사태를 피하고자 설계된 수요의 감소이다. 따라서 DR은 피크나 가끔 발생하는 수요 급증을 충족하기 위해 발전 설비를 추가하는 것보다 더 비용 효율적인 대안이 될 수 있다. DR의 기본 목표는 고객이 가격 신호에 대응하여 소비량을 수정하도록 적극적으로 유도하는 것이다. 목표는 소비자 가격 신호나 조절을 통해 공급 기대를 반영하고 가격 대비 소비의 역동적인 변화를 가능하게 하는 것이다.
전력 배전망에서 DR은 공급 조건에 대응하여 고객의 전력 소비를 관리하기 위한 동적 수요 메커니즘과 유사하다. 예를 들어서 중요한 시간대에 혹은 시장가격에 대응하여 전력 사용자에게 소비를 감소시킨다. 차이점은 DR 메커니즘은 차단하라는 명시적인 요청에 반응하는 반면 동적 요구 장치는 배전망에서 스트레스가 감지되면 수동적으로 차단되는 것이다. DR은 실제로 사용되는 전력 또는 현장의 발전기를 가동하는 것을 포함한다. 이는 같은 작업을 지속해서 수행하거나 작업을 수행할 때마다 적은 전력을 사용한다는 에너지 효율과는 상당히 다른 개념이다. 동시에 DR은 에너지 효율, 주택 및 건물 에너지 관리, 분산 재생 에너지 자원 및 전기 차량 충전을 포함하는 스마트 에너지 수요의 구성요소이다.
현재의 DR 계획은 대규모 및 소규모 상업용 및 주거용 고객과 함께 구현되며, 흔히 전력회사의 요청이나 시장 가격의 변동에 따라 부하를 줄이기 위한 전용 제어 시스템을 사용한다. 중요 기간 사전 계획된 우선순위 지정 부하 계획에 따라 특정 서비스 (조명, 기기, 에어컨)의 사용량이 줄어든다. 부하 분산의 대안은 현장의 발전기를 가동하여 전력망을 보완하는 것이다. 전기 공급이 부족한 상황에서는 DR이 피크 전기 가격을 상당히 낮출 수 있으며, 일반적으로 전기 가격 변동성을 줄일 수 있다.
DR은 일반적으로 소비자가 수요를 감축하도록 설득하여서 결과적으로 전체적인 피크 전력 수요를 낮추게끔 사용되는 메커니즘을 의미한다. 전기 발전 및 송배전 시스템은 일반적으로 피크 수요(예측 오류 및 예기치 못한 이벤트에 대한 예비전력 포함)에 따라 크기가 조정되므로 피크 수요를 낮추면 전체 설비 및 자본 비용 요구사항이 감소한다. 그러나 발전설비의 환경설정에 따라서, 수요 대응이 높은 공급과 낮은 수요의 시기에 수요(부하)를 증가시키는 데 사용될 수도 있다. 따라서 일부 시스템은 낮은 수요와 높은 수요(또는 낮은 가격 및 높은 가격) 기간 간에 ESS 저장장치를 사용하여서 재정 거래를 장려할 수 있다.
DR에는 세 가지 유형의 DR - 신뢰성 DR (수요감축 요청), 경제성 DR(자발적 감축) 및 보조 서비스 DR이 있다.
신뢰성 DR은 수요관리사업자와 전력거래소가 감축 용량을 사전에 계약하고, 전력거래소가 계약용량에 대해 수요감축 요청을 발령하면 의무적으로 부하를 감축하는 방식으로 운영된다. 전력거래소의 수요감축 요청에 응동하여 최대수요를 삭감하고, 수급 불안정에 대응하기 위해 사용되는데 급전 감축, 피크 감축 DR이라고도 알려져 있다.
경제성 DR은 전력거래소의 수요감축 요청 이행의무가 없고, 하루 전 시장에서 발전자원과 경쟁적으로 가격을 입찰하여 발전가격보다 저렴한 경우 낙찰되며 자발적으로 낙찰된 부하를 감축하는 방식으로 운영된다. 등록용량과 관계없이 거래일에 대한 감축 가능 용량과 감축 가격을 입찰하는 형태이며 가격 결정발전계획에 따른 거래, 계획감축, 요금 절감 DR이라고도 알려져 있다.
보조 서비스 DR은 송배전 전력망의 안정적인 운영을 위해 필요한 여러 가지 특수 서비스로 구성되며, 과거에는 발전기가 주로 역할을 하고 있었다.

## 스마트 그리드 어플리케이션
스마트 그리드 애플리케이션은 전력 생산자와 소비자가 서로 의사소통하고 전력 생산 방법 및 소비 시기에 관해 결정하는 능력을 개선할 수 있게 한다. 이 새로운 기술을 통해 고객은 전력회사가 부하의 분산을 요청할 때만 응답하는 이벤트성의 DR에서 항상 부하 제어를 통해 인센티브를 받을 수 있는 24시간 운영되는 DR로 전환할 수 있다. 비록 이 반복적인 소통이 DR의 기회를 증가시키지만, 고객들은 여전히 경제적 인센티브에 크게 영향을 받고 있으며 그들의 자산에 대한 완전한 통제를 전력회사들에 넘겨주기를 꺼리고 있다.
스마트 그리드 애플리케이션의 한 가지 장점은 시간대 기준 가격책정이다. 과거에 소비한 에너지(kWh)와 요청된 최대 부하에 대해 고정된 요금을 지급했던 고객은 변동 가격을 이용하기 위해 임계 값을 설정하고 사용량을 조정할 수 있다. 이를 위해서는 기기 및 장비를 제어하기 위한 에너지 관리 시스템의 사용이 필요하며 규모의 경제가 필요할 수 있다. 또 다른 이점은, 주로 가정용 고객을 위한 것인데, 면밀하게 에너지 사용량을 감시하고 부하를 이동하거나 조절해서 최대 부하를 낮추고 월별 에너지 소비량을 절감하는 것뿐만 아니라 나머지 에너지를 에너지 시장에서 거래할 수 있는 것이다. 이것은 정교한 에너지 관리 시스템, 인센티브, 그리고 실행 가능한 에너지 거래 시장을 필요로 한다.
스마트 그리드 애플리케이션은 생산자와 소비자에게 실시간 데이터를 제공함으로써 수요 대응의 기회를 증가시키지만, 경제적, 환경적 인센티브가 여전히 실행 가능하게 하는 원동력이다.

## 전기 요금
대부분의 전력 시스템에서 일부 또는 모든 전기 소비자는 소비 시 전력발전 비용과 관계없이 단위당 고정 가격을 지급한다. 소비자 가격은 정부나 규제기관이 정할 수 있으며, 일반적으로 특정 기간(예: 1년)에 걸쳐 발전 단위당 평균 비용을 나타낸다. 따라서 소비는 단기적으로(예: 시간당 기준) 발전 비용에 민감하지 않다. 경제적인 용어로, 소비자의 전력 사용량은 소비자들이 실제 발전 가격에 직면하지 않기 때문에 짧은 시간 안에 비탄력적이다; 만약 소비자들이 단기간 발전 비용에 직면했다면, 그들은 전기 가격 신호에 반응하여 사용량을 변화시키는 경향이 있었을 것이다. 순수 경제학자는 고정 요금 관세를 적용받는 소비자들이 다른 사업과 마찬가지로 소비자가 전기 관련 이론적인 "통화 선택권"을 부여받았다고 가정하는 개념을 추론할 수 있다. 오전 9시에 10달러짜리 상품을 구매하는 백화점의 고객은 10명의 영업 사원 중에 한 명에게 구매를 할 수 있지만 오후 3시에 사려고 했을 때에는 10명의 영업 사원이 모두 판매 중이어서 한 명에게도 구매를 못 할 수 있다. 이와 유사하게 오전 9시 판매가격은 오후 3시의 5-10배일 수 있으나, 고객이 오전 9시에 오후 3시보다 대폭 지급하지 않았다고 혹은 10달러짜리 상품에 매입 선택권이 있었다고 주장하는 것은 터무니없는 것이다.
사실상 모든 전력시스템은 성능 순서로 공급되는 발전기에 의해 전기를 생산한다. 즉, 최저 한계비용(최저 가변 생산비)이 가장 낮은 발전기가 먼저 사용되고, 그다음 최저 전력수요가 충족될 때까지 전기를 사용한다. 대부분의 전력 시스템에서 전기 도매가격은 에너지를 주입하는 최고 비용 발생기의 한계 비용과 같으며, 전력 수요에 따라 달라진다. 따라서 가격 변동은 유의할 수 있다. 일일 수요 주기 때문에 2~5배 정도 가격이 변하는 것은 드문 일이 아니다. 가격이 음수일 경우 생산자들은 송전망에 전기를 공급하기 위해 요금을 부과받았다는 것을 알 수 있다. 이러한 현상은 일반적으로 수요가 모든 발전기가 최소 출력 수준에서 작동하고 일부 발전기를 종료해야 하는 수준으로 떨어질 때 발생한다. 부정적인 가격이란 최소한의 비용으로 이러한 정지를 유도하는 것이다.

## 전력망과 피크 수요 대응
전력망에서 전기 소비량과 발전량은 항상 균형을 이루어야 한다. 심각한 불균형은 전력망 불안정성 또는 심각한 전압 변동을 일으키고 전력망 내에서 고장을 일으킬 수 있다. 따라서 총 발전 용량은 일정 수준의 오차와 우발 사건에 대한 허용(예: 피크수요 동안 발전소가 오프라인 상태)을 대비해서 피크수요에다가 어느 정도의 예비 전력량을 합한 양이어야한다. 발전소 운영자는 일반적으로 가장 저렴한 발전 용량(한계 비용)을 사용하며 수요가 증가함에 따라 더 비싼 발전소의 추가 용량을 사용한다. 대부분은수요 반응은 잠재적 장애 위험을 줄이기 위해 피크수요를 줄이고, 추가 발전소에 대한 추가 자본 비용의 필요성을 제거하며, 더 비싸거나 덜 효율적인 발전소의 사용을 줄이는 것을 목표로 한다. 고비용 전력 공급원에서 발전한 전력을 사용할 경우  전기 소비자도 더 높은 가격을 지급해야 한다.
수요 반응은 또한 높은 공급 및 낮은 수요의 동안수요를 증가시키는 데 사용될 수 있다. 일부 유형의 발전소는 최대 용량에 근접하게 가동되어야 하지만(예: 핵) 다른 유형의 발전소는 낮은 한계비용에도 전력을 발생시킬 수 있기 때문이다. (예: 풍력, 태양열). 일반적으로 에너지를 저장할 수 있는 용량이 제한되어 있어서, 수요 반응은 전력망의 안정성을 유지하기 위해 이 기간에 부하를 증가시키려고 시도할 수 있다. 예를 들어, 2006년 9월 캐나다 온타리오주에서는 특정 사용자들에게 전기 가격이 음수인 짧은 기간이 있었다. 양수식 수력발전소와 같은 에너지 저장은 수요가 적은 동안부하를 증가시켜서 나중에 사용하는 방법이다. 부하 증가를 위한 수요 반응의 사용은 덜 일반적이지만, 쉽게 가동할 수 없는 대량 발전 용량이 있는 시스템에서는 필요하거나 효율적일 수 있다.

## 부하 차단
전기 발전 및 송배전시스템은 피크수요를 항상 충족하지는 못할 수 있다. 이러한 상황에서는 정전이나 장비 손상과 같은 제어되지 않는 서비스 중단을 방지하기 위해 일부 장치에 대한 서비스를 끄거나 공급 전압을 줄임으로써 (소등) 전반적인 수요를 낮춰야 한다. 공공 전력 기업은 전반적인 피크수요 시 특정 고사용 산업 소비자와의 합의를 통해 장비를 끄도록 하거나 특정 지역에 윤번정전을 시행함으로써 해당 지역의 부하를 감소시킬 수 있다.

## 인센티브
전기 사용자는 사용량 감축 요청에 응답하기 위해 약간의 인센티브를 필요로 한다. 수요 반응 인센티브는공식적 또는 비공식적일 수 있다. 예를 들어, 전력회사는 단기적으로 전기가격을 인상하여 요금 기반 인센티브를만들거나, 선택된 대량 사용자를 대상으로 불볕더위 기간에 의무적인 감축을 부과하고 참여했을 시 보상을 제공해줄 수 있다. 다른 사용자들은 수요가 높은 기간 동안 전력사용량을 줄이겠다는 계약(네가와트, Negawatt= Negative Megawatt) 에 근거하여 리베이트또는 기타 인센티브를받을 수 있다.
상업용 및 산업용 전력 사용자는 전력회사의 요청 없이 스스로 부하 감축을 시행할 수 있다. 일부 기업들은 자체적으로 전력을 발전하고 전력망에서 전력을 구매하지 않기 위해 자체 전력 발전 용량 범위 내에 머무르기를 원한다. 일부 전력회사는 고객의 최고 사용 시점 또는 최대 수요를 기준으로 월별 요금을 설정하는 상업용 요금 구조를 가지고 있다. 이것은 사용자들이 에너지 수요 관리라고 알려진 그들의 에너지 수요를 일정 수준으로 유지하는 것을 장려하는데, 이것은 때때로 서비스를 일시적으로 줄여야 한다.
스마트 계측은 전체기간 동안같은 값을 지급하는 고정 요금제와 달리, 모든 사용자에게 실시간 가격을 제공하기 위해 일부 국가에서 시행되었다. 이 응용 프로그램에서 사용자는 높은 수요의 높은 가격 기간에 사용을 줄이기 위한 직접적인 동기를 얻다. 많은 사용자는 다양한 시기에 수요를 효과적으로 감소시키지 못하거나 최고가격이 단기간에수요의 변화를 유도하는 데 필요한 수준보다 낮을 수 있다(사용자는 가격 민감도가 낮거나 수요의 탄력성이 낮다). 자동화된 제어 시스템이 존재하는데, 효과적이지만 일부 응용 프로그램에서는 너무 비용이 많이 들 수 있다.

## 같이 보기
- 에너지 절약
- 초고압직류송전
- 2003년 미국 북동부 대정전